# Раковац (Србац)
Раковац је насељено мјесто у општини Србац, Република Српска, БиХ. Према попису становништва из 1991. у насељу је живјело 36 становника.

## Становништво
| Демографија- | Демографија- | Демографија- |
| Година       | Становника   | Становника   |
| ------------ | ------------ | ------------ |
| 1948.        | 0            |              |
| 1953.        | 132          |              |
| 1961.        | 33           |              |
| 1971.        | 24           |              |
| 1981.        | 29           |              |
| 1991.        | 36           |              |
| 1993.        | 5            |              |